# Karl Filip av Brandenburg-Schwedt
Karl Filip av Brandenburg-Schwedt, född 5 januari 1673 på Sparrenburgs slott i Bielefeld, död 23 juli 1695 i Casale Monferrato, Hertigdömet Monferrato, var titulär markgreve av Brandenburg-Schwedt och officer i Brandenburg-Preussens armé. Från 1693 till sin död var han herremästare för Johanniterorden i Balliet Brandenburg.

## Biografi
Karl Filip var det tredje av den "store kurfursten" Fredrik Vilhelm av Brandenburgs överlevande barn i andra äktenskapet med Dorotea Sofia av Slesvig-Holstein, dotter till hertig Filip av Slesvig-Holstein-Sonderburg-Glücksburg.
Han utmärkte sig i slaget vid Neerwinden 1693 och utnämndes av sin bror, kurfurst Fredrik III, till generallöjtnant. Han fick befäl över en brandenburgsk hjälpkår under pfalziska tronföljdskriget och skickades under hertig Viktor Amadeus II av Savojens befäl till Turin.
I Turin lärde han känna änkegrevinnan Caterina di Salmour, född markisinna av Balbiano. Han gifte sig med den henne i hemlighet den 28 maj 1695 i Reggia di Venaria Reale. Huset Hohenzollern och hertigen av Savojen vägrade erkänna äktenskapet. Istället lät hertig Viktor Amadeus föra bort Caterina till ett kloster för att undvika diplomatiska förvecklingar. Kurian understödde Karl Filips anspråk på erkännande av äktenskapet i förhoppningen att använda äktenskapet som anledning för den unge protestantiske prinsen att konvertera till katolicismen.
I samband med äktenskapskonflikten avled Karl Filip i en febersjukdom. Den romersk-katolska kyrkan erkände hans äktenskap först två år efter hans död, medan kurfursten även senare vägrade erkänna äktenskapet. Äktenskapet blev barnlöst.
Karl Filip begravdes i Hohenzollernkryptan i Berliner Dom. Hans änka kom efter hans död att titulera sig Madame de Brandebourg och gifte 1707 om sig med den sachsiske generalen August Christoph von Wackerbarth.